# La Boada (les Preses)
La Boada és un edifici de les Preses (Garrotxa) inclòs a l'Inventari del Patrimoni Arquitectònic de Catalunya.

## Descripció
Es tracta d'un edifici situat en un turonet a 300 m de les Preses. És cobert amb teulada a doble vessant i orientat a sud-est. A la part dreta té dos contraforts degut als desnivells de l'emplaçament. A la façana principal hi ha un portal de pedra treballada, sobre el que hi ha un matacà. A la dreta hi ha una finestra renaixentista molt erosionada.
Com a edificis auxiliars hi ha dos pallisses i davant la casa hi ha l'era.

## Història
Forma part del barri de Can Boades, del que treu el nom. Documentada al segle xiii (1278). El primer document és de l'any 1250. Durant els segles xvi i xvii viu temps d'esplendor i es renova.
Al segle xvii l'hereu Boada es casà amb la pubilla de Can Ribas de Bescanó i desapareix el nom, que no torna a aparèixer fins ben entrat el segle xviii en que l'habitaran els Boades de Bas.